# الألعاب البارالمبية الصيفية 2012
الألعاب البارالمبية الصيفية 2012، والمعروفة باسم دورة الألعاب البارالمبية لندن 2012، كانت حدثاً رياضياً دولياً متعدد الرياضات للرياضيين ذوي الاحتياجات الخاصة، أقيمت في لندن، إنجلترا، المملكة المتحدة، من 29 أغسطس إلى 9 سبتمبر 2012. كانت هذه هي النسخة الرابعة عشرة من الألعاب البارالمبية الصيفية التي نظمتها اللجنة البارالمبية الدولية (IPC).
كانت هذه الألعاب هي الأولى التي تستضيفها لندن في تاريخ الألعاب البارالمبية الصيفية، والأولى التي تستضيفها بريطانيا العظمى بشكل حصري؛ حيث كانت قرية ستوكي ماندفيل الإنجليزية قد استضافت جزئياً ألعاب 1984 مع لونغ آيلند، نيويورك بعد انسحاب المستضيف الأصلي، جامعة إلينوي في إربانا-شامبين، بسبب مشاكل مالية. في عام 1948، استضافت القرية الألعاب العالمية لرياضة القدرة—أول حدث رياضي منظم للرياضيين ذوي الإعاقات، ومقدمة للألعاب البارالمبية الحديثة—تزامناً مع افتتاح أولمبياد 1948 في لندن.
ونظراً لأن رياضات البارالمبية تُعد عنصراً ثقافياً ذا تأثير كبير في بريطانيا العظمى، توقع المنظمون أن تكون هذه الألعاب أول ألعاب بارالمبية تحقق جاذبية السوق الجماهيري، وذلك بفضل الحماس المستمر حول بريطانيا العظمى في الألعاب الأولمبية الصيفية 2012 ‏، والوعي بدور بريطانيا العظمى في تاريخ الألعاب البارالمبية، وحضور أول نجم بارالمبي عالمي في التاريخ – العداء الجنوب أفريقي أوسكار بيستوريوس (الذي أصبح أول مبتور مزدوج يتنافس في الألعاب الأولمبية الصيفية إلى جانب الرياضيين غير المعاقين)، والتغطية الإعلامية المتزايدة والترويج للرياضة البارالمبية (بما في ذلك أول حملة إعلانية كبرى تم تطويرها من قبل القناة الرابعة البريطانية). وقد حققت الألعاب هذه التوقعات، حيث حطمت الأرقام القياسية لمبيعات التذاكر، ورفعت من مكانة الألعاب البارالمبية مقارنة بالأولمبياد، مما دفع رئيس اللجنة البارالمبية الدولية فيليب كرافن لإعلانها "أفضل ألعاب بارالمبية في التاريخ".
شهدت الألعاب إقامة 503 منافسات في 20 رياضة؛ وعادت المنافسات المخصصة للرياضيين من ذوي إعاقة ذهنية (ID) إلى البرنامج البارالمبي بعد تعليقها منذ الألعاب البارالمبية الصيفية 2000. وتنافس في الألعاب عدد قياسي بلغ 4,302 رياضياً يمثلون 164 لجنة بارالمبية وطنية، مع ظهور 14 دولة لأول مرة في الألعاب البارالمبية. وللمرة الثالثة على التوالي في الألعاب البارالمبية الصيفية، فازت الصين بأكبر عدد من الميداليات، بمجموع 231 ميدالية (منها 95 ذهبية)، تلتها روسيا وبريطانيا العظمى.

## الترشيح
كجزء من اتفاقية رسمية بين اللجنة البارالمبية الدولية واللجنة الأولمبية الدولية التي أبرمت في عام 2001، كان من المقرر أن يقوم الفائز بعرض استضافة الألعاب الأولمبية الصيفية 2012 باستضافة الألعاب البارالمبية الصيفية 2012 أيضاً. خلال الجلسة رقم 117 للجنة الأولمبية الدولية في سنغافورة، مُنحت حقوق استضافة الألعاب الأولمبية والبارالمبية الصيفية 2012 إلى لندن.
| نتائج الترشيح لدورة الألعاب الأولمبية الصيفية 2012 | نتائج الترشيح لدورة الألعاب الأولمبية الصيفية 2012    | نتائج الترشيح لدورة الألعاب الأولمبية الصيفية 2012 | نتائج الترشيح لدورة الألعاب الأولمبية الصيفية 2012 | نتائج الترشيح لدورة الألعاب الأولمبية الصيفية 2012 | نتائج الترشيح لدورة الألعاب الأولمبية الصيفية 2012 | نتائج الترشيح لدورة الألعاب الأولمبية الصيفية 2012 |
| -------------------------------------------------- | ----------------------------------------------------- | -------------------------------------------------- | -------------------------------------------------- | -------------------------------------------------- | -------------------------------------------------- | -------------------------------------------------- |
| المدينة                                            | اللجنة الأولمبية الوطنية / اللجنة البارالمبية الوطنية | الجولة الأولى                                      | الجولة الثانية                                     | الجولة الثالثة                                     | الجولة الرابعة                                     |                                                    |
| لندن                                               | بريطانيا العظمى                                       | 22                                                 | 27                                                 | 39                                                 | 54                                                 |                                                    |
| باريس                                              | فرنسا                                                 | 21                                                 | 25                                                 | 33                                                 | 50                                                 |                                                    |
| مدريد                                              | إسبانيا                                               | 20                                                 | 32                                                 | 31                                                 | —                                                  |                                                    |
| مدينة نيويورك                                      | الولايات المتحدة                                      | 19                                                 | 16                                                 | —                                                  | —                                                  |                                                    |
| موسكو                                              | روسيا                                                 | 15                                                 | —                                                  | —                                                  | —                                                  |                                                    |

## التطوير والاعداد
كما هو الحال مع الألعاب الأولمبية، أشرفت اللجنة المنظمة للألعاب الأولمبية والبارالمبية في لندن ‏ وهيئة تسليم الألعاب الأولمبية ‏ (ODA) على الألعاب البارالمبية الصيفية 2012. كانت اللجنة المنظمة للألعاب الأولمبية والبارالمبية في لندن مسؤولة عن الإشراف على تنظيم الألعاب، في حين كانت هيئة تسليم الألعاب الأولمبية تتعامل مع البنية التحتية والمرافق.
كانت الهيئة التنفيذية للألعاب الأولمبية الحكومية ‏ (GOE) التابعة لـوزارة الثقافة والإعلام والرياضة (المملكة المتحدة) (DCMS) هي الجهة الحكومية الرئيسية المسؤولة عن تنسيق الألعاب الأولمبية والبارالمبية لندن 2012. كانت الهيئة التنفيذية للألعاب الأولمبية الحكومية تقدم تقاريرها عبر السكرتير الدائم لـوزارة الثقافة والإعلام والرياضة إلى وزير الرياضة والألعاب الأولمبية هيو روبرتسون. ركزت على الإشراف على الألعاب، وإدارة البرامج المشتركة، وإرث أولمبياد لندن 2012.
تم التأكيد على دور إنجلترا في تاريخ الألعاب البارالمبية كجزء من الألعاب: حيث استضافت قرية ستك مندويل—موقع المركز الوطني لإصابات العمود الفقري ‏—حدثاً يعرف باسم الألعاب العالمية لرياضة القدرة بالتزامن مع افتتاح الألعاب الأولمبية الصيفية 1948 في لندن. تنافس فيه قدامى المحاربين البريطانيين من الحرب العالمية الثانية، وكان أول حدث رياضي منظم للرياضيين ذوي الإعاقة، ومثل مقدمة للألعاب البارالمبية الحديثة.

### الأماكن والبنية التحتية

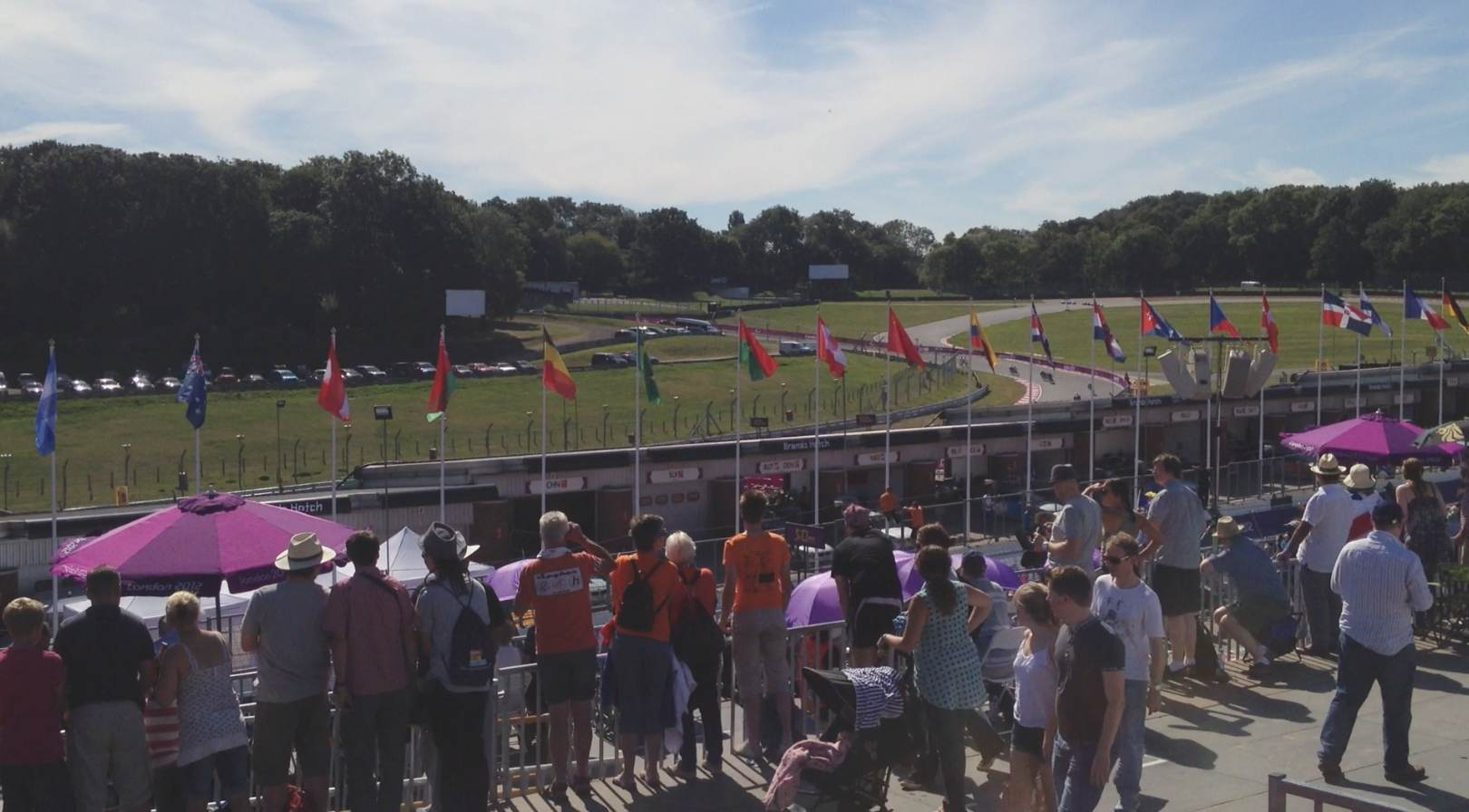
استضاف مضمار براندز هاتش سباقات سباق الدراجات على الطريق خلال الألعاب البارالمبية.

استخدمت الألعاب البارالمبية الصيفية 2012 العديد من نفس الأماكن التي استُخدمت في الألعاب الأولمبية الصيفية 2012، بالإضافة إلى مكانين حصريين (إيتون مانور ‏ للتنس على الكراسي المتحركة ومضمار براندز هاتش لسباقات الدراجات على الطريق). جميع الأماكن والمرافق الأولمبية التي بنيت خصيصاً في لندن، بما في ذلك القرية الأولمبية، تم تصميمها وتخطيطها لتكون بأقصى قدر من الوصولية حتى تتمكن من استضافة الألعاب البارالمبية بسهولة. كما احتوت بعض الأماكن القديمة على مناطق جلوس إضافية لذوي الاحتياجات الخاصة خلال الألعاب البارالمبية.

### النقل العام
أدارت هيئة النقل في لندن شبكة الطرق الخاصة بالألعاب البارالمبية (نسخة مصغرة من شبكة الطرق الأولمبية التي أُديرت خلال الألعاب الأولمبية الصيفية) لتسهيل حركة المرور بين الأماكن والمرافق. قدمت الشبكة 8.7 ميل (14.0 كيلومتر) من الممرات المخصصة حصريًا للرياضيين والمسؤولين البارالمبيين. واصلت هيئة النقل في لندن تشغيل موقعها الإلكتروني استعد للألعاب خلال الألعاب البارالمبية، والذي قدم تحديثات ونصائح للمسافرين خلال الألعاب. قبل بدء الألعاب، أُثيرت مخاوف من قِبل مفوض هيئة النقل في لندن بيتر هندي بشأن قدرة نظام النقل في لندن على التعامل بشكل كافٍ مع الألعاب البارالمبية. كان يخشى أن يؤدي انتهاء عطلة الصيف المدرسية (التي تزامنت مع الألعاب) إلى زيادة حركة المرور، وأن المسافرين قد لا يلتزمون بتحذيرات المرور أو يغيروا سلوكهم في السفر كما فعلوا خلال الألعاب الأولمبية.
اختيرت محطة محطة سيفينواكس ‏ المحطة المفضلة للمشاهدين المتجهين لمتابعة سباق الدراجات في براندز هاتش. اختار المنظمون محطة سيفينواكس بدلاً من محطة محطة سوانلي ‏ الأقرب بسبب "الوصول الخالي من العوائق الموجود مسبقًا وروابط النقل الممتازة"، ولأن سوانلي لم تكن تحتوي بعد على مصعد للكراسي المتحركة. في حين لم يعتقد المنظمون أن سوانلي ستكون قادرة على تركيب مصاعد الكراسي المتحركة قبل بدء الألعاب البارالمبية، انتهت المحطة من تركيبها بحلول أوائل أغسطس 2012.

### التحضير والترويج

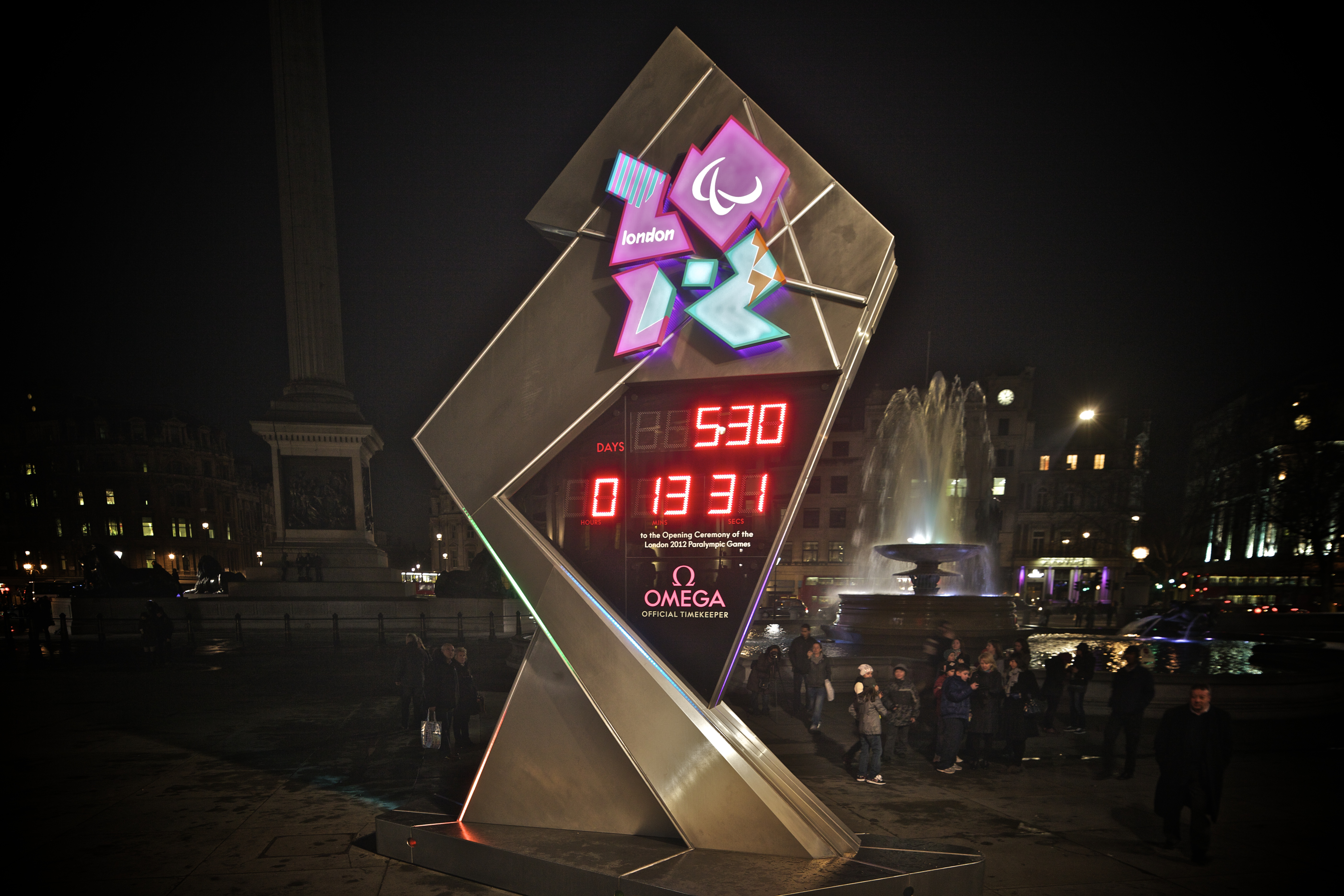
ساعة رقمية في ساحة ترافالغار، تعد تنازلياً حتى حفل افتتاح الألعاب البارالمبية الصيفية 2012

#### حفل التسليم
تم حفل التسليم الرسمي خلال الحفل الختامي لـ الألعاب البارالمبية الصيفية 2008 في بكين، عندما استلم عمدة لندن بوريس جونسون علم البارالمبياد من عمدة بكين قو جينلونغ ‏. تلا ذلك عرض ثقافي من بريطانيا، والذي كان تكملة للعرض الذي قدم خلال الحفل الختامي للألعاب الأولمبية الصيفية 2008 ‏. وشمل العرض فرقة الرقص الحضري ZooNation، والباليه الملكي، وكاندوكو، وهي فرقة رقص متكاملة جسدياً، جميعهم مرتدين زي ركاب لندن أثناء انتظارهم الحافلة عند ممر مشاة. جابت حافلة ذات طابقين الملعب، بقيادة أدي أديبيتان ‏، على أنغام موسيقى ألفها فيليب شيبرد ‏. كان الجزء العلوي من الحافلة مفتوحاً وظهر عند طيها مجسم لشجيرة تمثل معالم لندن مثل جسر البرج وذا غيركين وعين لندن. ثم قامت شيريس أوسي ‏، عازفة الطبول لفرقة ميكا، وسام هيغيدوس بأداء عرض، قبل أن يعود الجزء العلوي من الحافلة إلى شكله الأصلي مزينًا بألوان البارالمبياد المتعددة. رفع علمي البارالمبياد والأولمبياد رسمياً خارج دار بلدية لندن في سودرك في 26 سبتمبر 2008. قام الرياضيان البريطانيان هيلين راينسفورد ‏ وكريس هولمز برفع علم البارالمبياد.

#### يوم البارالمبياد و"السبت العظيم"
في 8 سبتمبر 2011، أقيم في ميدان ترفلغار يوم البارالمبياد الدولي، الذي استضافه ريك إدواردز وأدي أديبيتان ‏ وإيوان توماس، تزامناً مع زيارة ممثلين عن اللجنة البارالمبية الدولية إلى لندن. تضمن الحدث عروضاً وتجارب للرياضات العشرين التي ستظهر خلال الألعاب، مع بعض الجلسات التي كانت موجهة أيضاً للأشخاص ذوي الإعاقات السمعية. كما شهد الحدث ظهور الرياضيين البارالمبيين أوسكار بيستوريوس وإيلي سيموندز ‏ وساسشا كيندريد ‏، وكشف النقاب عن تمثال برونزي لبيستوريوس من تصميم بن ديرنلي ‏. كما حضر الحدث رئيس الوزراء البريطاني ديفيد كاميرون وعمدة لندن بوريس جونسون.
بعد يومين، في 10 سبتمبر، قدمت سلسلة المتاجر سينسبري والقناة الرابعة البريطانية سبت سينسبري العظيم، وهو حدث عائلي في كلابام كومون ‏. تضمن الحدث عروضاً للرياضات البارالمبية، وحفلاً موسيقياً شارك فيه فنانون من عالم البوب مثل نيكولا روبرتس وأولي مورس وذا وانتيد وويل يونغ وبيكسي لوت ودابي وسوجابابز وذا ساتردايز وتشيبمانك وتايو كروز.

#### حملة قناة الرابعة الترويجية
القناة الرابعة البريطانية، المذيع المحلي الجديد للألعاب البارالمبية الصيفية 2012 في المملكة المتحدة، أطلقت حملة إعلانات متعددة المنصات للترويج لتغطيتها. سعت القناة إلى تغيير التصور العام للألعاب البارالمبية، مشجعة المشاهدين على رؤيتها كـ "حدث مستقل"، بدلاً من اعتبارها فكرة لاحقة للألعاب الأولمبية. شملت الحملة إعلانات تلفزيونية، محتوى عبر الإنترنت، وإعلانات على اللوحات الإعلانية، بعضها يحمل الشعار الشهير "شكراً على التمرين".
جزء من الحملة، أنتجت قناة 4 إعلانًا مدته دقيقتان لتغطيتها بعنوان التعرف على ذوي القدرات الخارقة، والذي أخرجه توم تاجهولم بمشاركة ديبورا بولتون، قائد مشروع البارالمبياد 2012، وأليسون والش، مديرة التحرير لشؤون ذوي الإعاقة، كلاهما في قناة 4. ركز الإعلان، الذي تم على أنغام أغنية Public Enemy "أصعب مما تظن ‏"، على الجوانب التنافسية و"الخارقة" في الرياضات البارالمبية، مع الاعتراف بالأحداث الشخصية والصراعات التي تعكس مشاركة كل رياضي في الألعاب. عرض التعرف على ذوي القدرات الخارقة لأول مرة في 17 يوليو 2012، وبث في وقت واحد على 78 قناة تلفزيونية تجارية مختلفة في المملكة المتحدة (بما في ذلك القنوات التجارية المتنافسة آي تي في وسكاي وان).
لاقى الإعلان إعجاباً نقدياً: اعتبر تيم نود من Adweek أنه "أروع إعلان رياضي في الصيف"، بينما وصف سايمون أوسبورن من ذي إندبندنت أنه "عمل عبقري في العلامة التجارية" و"محاولة واضحة لإخراج الألعاب البارالمبية من هامش الرياضة إلى مركز الحدث". وقد شاهد الإعلان نحو 10 ملايين مشاهد؛ وقدّر دان بروك، رئيس التسويق والاتصالات في قناة 4، أن رد الفعل على الإعلان عبر وسائل التواصل الاجتماعي كان ضعف رد الفعل على العرض الأول للإعلان الترويجي الخاص بـ BBC لتغطيتها للألعاب الأولمبية.
فاز التعرف على ذوي القدرات الخارقة بجائزة أسد ذهبي في مهرجان كان في يونيو 2013، لكنه خسر الجائزة الكبرى لصالح إعلان الخدمة العامة الخاص بسلامة السكك الحديدية طرق غبية للموت. قال سير جون هيغارتي ‏، رئيس لجنة التحكيم: "عندما يكون لديك عمل متميز حقًا، فمن المؤسف بعض الشيء أنه لا يمكن أن يحصل على جائزة أكبر، لكن لا يمكن أن يكون هناك سوى جائزة واحدة كبرى"، بينما أضاف عضو لجنة التحكيم كارلو كافالوني: "[التعرف على ذوي القدرات الخارقة] هو حملة مذهلة، واحدة من الجوائز الذهبية التي اجتازت [عملية التحكيم] على الفور ... شعر الجميع أنها تمتاز بأعلى مستوى من الحرفية. إنها تضع قضية مهمة جدًا قبل لندن 2012 لرفع مستوى الوعي حول الألعاب البارالمبية [و] لقد كانت ناجحة للغاية ... طرق غبية للموت كانت منافسًا صعبًا."

## الدول المشاركة
لندن عام 2012 لديها أكبر عدد من الرياضيين والدول المشاركة في البارالمبيات. وكان من المتوقع في البداية يقدر ب 4200 من الرياضيين للمنافسة في دورة الألعاب، بزيادة قدرها 250 عن ألعاب 2008. فهي تمثل 164 دولة، 18 أكثر من في بكين. قدم أربعة عشر بلد المعاقين لأول مرة: أنتيغوا و بربودا ، بروناي ، الكاميرون ، جزر القمر ، و جمهورية الكونغو الديمقراطية ، جيبوتي ، غامبيا ، غينيا بيساو ، ليبيريا ، موزمبيق ، كوريا الشمالية ، سان مارينو ، و جزر سليمان ، و الجزر العذراء الأمريكية . ترينيداد وتوباغو عادت إلى الألعاب لأول مرة منذ عام 1988.
| \| - أفغانستان (1) - ألبانيا (1) - الجزائر (33) - أندورا (1) - أنغولا (4) - جزر الأنتيل الهولندية (1) - الأرجنتين (63) - أرمينيا (2) - أستراليا (161) - النمسا (32) - أذربيجان (21) - بروناي (2) - باربادوس (1) - بيلاروسيا (30) - بلجيكا (42) - بنين (1) - برمودا (1) - البوسنة والهرسك (13) - البرازيل (189) - بروناي (1) - بلغاريا (8) - بوركينا فاسو (2) - بوروندي (1) - كمبوديا (1) - الكاميرون (1) - كندا (149) - الرأس الأخضر (1) - جمهورية أفريقيا الوسطى (1) - تشيلي (7) - الصين (282) - كولومبيا (39) - جزر القمر (1) - كوستاريكا (2) - ساحل العاج (4) - كرواتيا (25) - كوبا (23) - قبرص (3) - التشيك (46) - الدنمارك (28) - جمهورية الكونغو الديمقراطية (2) - جيبوتي (1) \| - جمهورية الدومينيكان (2) - الإكوادور (2) - مصر (40) - السلفادور (1) - إستونيا (3) - إثيوبيا (4) - جزر فارو (1)[28] - فيجي (1)[29] - فنلندا (35) - فرنسا (156) - الغابون (1) - غامبيا (2) - جورجيا (2) - ألمانيا (145) - غانا (4) - بريطانيا العظمى (288) - اليونان (61) - غواتيمالا (1) - غينيا بيساو (2) - هايتي (2) - هندوراس (1) - هونغ كونغ (28) - المجر (33) - آيسلندا (4) - الهند (10) - إندونيسيا (4) - إيران (79) - العراق (19) - جمهورية أيرلندا (49) - إسرائيل (25) - إيطاليا (99) - جامايكا (3) - اليابان (116) - الأردن (9)[30] - كازاخستان (7) - كينيا (13) - كوريا الشمالية (1)[31] - كوريا الجنوبية (88) - الكويت (6) - قرغيزستان (1) - لاوس (1) \| - لاتفيا (8)[32] - لبنان (1)[33] - ليسوتو (1) - ليبيريا (1) - ليبيا (2) - ليتوانيا (11)[34] - ماكاو (2) - مقدونيا (2) - مدغشقر (1) - ماليزيا (22) - مالي (1) - مالطا (1) - موريتانيا (2) - موريشيوس (2) - المكسيك (81) - مولدوفا (2) - منغوليا (6) - الجبل الأسود (1) - المغرب (30) - موزمبيق (2) - ميانمار (2) - ناميبيا (5) - نيبال (2) - هولندا (91) - نيوزيلندا (24) - نيكاراغوا (2) - النيجر (2) - نيجيريا (29) - النرويج (22) - سلطنة عمان (2) - باكستان (2) - فلسطين (2) - بنما (2) - بابوا غينيا الجديدة (2) - البيرو (1) - الفلبين (9) - بولندا (100) - البرتغال (30) - بورتوريكو (2) - قطر (1) - رومانيا (5) \| - روسيا (183) - رواندا (14) - ساموا (2) - سان مارينو (1) - السعودية (4) - السنغال (1) - صربيا (13) - سيراليون (1) - سنغافورة (8) - سلوفاكيا (33) - سلوفينيا (22) - جزر سليمان (1) - جنوب أفريقيا (62)[35] - إسبانيا (142)[36] - سريلانكا (7) - سورينام (1) - السويد (59) - سويسرا (25) - سوريا (5) - تايبيه الصينية (18) - طاجيكستان (1) - تنزانيا (1) - تايلاند (50) - تيمور الشرقية (1) - تونغا (1) - ترينيداد وتوباغو (2) - تونس (31) - تركيا (69) - تركمنستان (5) - أوغندا (2) - أوكرانيا (150) - الإمارات العربية المتحدة (15) - الولايات المتحدة (216) - الأوروغواي (1) - أوزبكستان (10) - فانواتو (1) - فنزويلا (27) - فيتنام (11) - جزر العذراء الأمريكية (1) - زامبيا (2) - زيمبابوي (2) \| | | | |
| - أفغانستان (1) - ألبانيا (1) - الجزائر (33) - أندورا (1) - أنغولا (4) - جزر الأنتيل الهولندية (1) - الأرجنتين (63) - أرمينيا (2) - أستراليا (161) - النمسا (32) - أذربيجان (21) - بروناي (2) - باربادوس (1) - بيلاروسيا (30) - بلجيكا (42) - بنين (1) - برمودا (1) - البوسنة والهرسك (13) - البرازيل (189) - بروناي (1) - بلغاريا (8) - بوركينا فاسو (2) - بوروندي (1) - كمبوديا (1) - الكاميرون (1) - كندا (149) - الرأس الأخضر (1) - جمهورية أفريقيا الوسطى (1) - تشيلي (7) - الصين (282) - كولومبيا (39) - جزر القمر (1) - كوستاريكا (2) - ساحل العاج (4) - كرواتيا (25) - كوبا (23) - قبرص (3) - التشيك (46) - الدنمارك (28) - جمهورية الكونغو الديمقراطية (2) - جيبوتي (1) | - جمهورية الدومينيكان (2) - الإكوادور (2) - مصر (40) - السلفادور (1) - إستونيا (3) - إثيوبيا (4) - جزر فارو (1) - فيجي (1) - فنلندا (35) - فرنسا (156) - الغابون (1) - غامبيا (2) - جورجيا (2) - ألمانيا (145) - غانا (4) - بريطانيا العظمى (288) - اليونان (61) - غواتيمالا (1) - غينيا بيساو (2) - هايتي (2) - هندوراس (1) - هونغ كونغ (28) - المجر (33) - آيسلندا (4) - الهند (10) - إندونيسيا (4) - إيران (79) - العراق (19) - جمهورية أيرلندا (49) - إسرائيل (25) - إيطاليا (99) - جامايكا (3) - اليابان (116) - الأردن (9) - كازاخستان (7) - كينيا (13) - كوريا الشمالية (1) - كوريا الجنوبية (88) - الكويت (6) - قرغيزستان (1) - لاوس (1) | - لاتفيا (8) - لبنان (1) - ليسوتو (1) - ليبيريا (1) - ليبيا (2) - ليتوانيا (11) - ماكاو (2) - مقدونيا (2) - مدغشقر (1) - ماليزيا (22) - مالي (1) - مالطا (1) - موريتانيا (2) - موريشيوس (2) - المكسيك (81) - مولدوفا (2) - منغوليا (6) - الجبل الأسود (1) - المغرب (30) - موزمبيق (2) - ميانمار (2) - ناميبيا (5) - نيبال (2) - هولندا (91) - نيوزيلندا (24) - نيكاراغوا (2) - النيجر (2) - نيجيريا (29) - النرويج (22) - سلطنة عمان (2) - باكستان (2) - فلسطين (2) - بنما (2) - بابوا غينيا الجديدة (2) - البيرو (1) - الفلبين (9) - بولندا (100) - البرتغال (30) - بورتوريكو (2) - قطر (1) - رومانيا (5) | - روسيا (183) - رواندا (14) - ساموا (2) - سان مارينو (1) - السعودية (4) - السنغال (1) - صربيا (13) - سيراليون (1) - سنغافورة (8) - سلوفاكيا (33) - سلوفينيا (22) - جزر سليمان (1) - جنوب أفريقيا (62) - إسبانيا (142) - سريلانكا (7) - سورينام (1) - السويد (59) - سويسرا (25) - سوريا (5) - تايبيه الصينية (18) - طاجيكستان (1) - تنزانيا (1) - تايلاند (50) - تيمور الشرقية (1) - تونغا (1) - ترينيداد وتوباغو (2) - تونس (31) - تركيا (69) - تركمنستان (5) - أوغندا (2) - أوكرانيا (150) - الإمارات العربية المتحدة (15) - الولايات المتحدة (216) - الأوروغواي (1) - أوزبكستان (10) - فانواتو (1) - فنزويلا (27) - فيتنام (11) - جزر العذراء الأمريكية (1) - زامبيا (2) - زيمبابوي (2) |

#### عدد الرياضيين حسب اللجان البارالمبية الوطنية
| رمز اللجنة | الدولة                      | عدد الرياضيين |
| ---------- | --------------------------- | ------------- |
| AFG        | أفغانستان                   | 1             |
| ALB        | ألبانيا                     | 1             |
| ALG        | الجزائر                     | 31            |
| AND        | أندورا                      | 1             |
| ANG        | أنغولا                      | 4             |
| ANT        | أنتيغوا وباربودا            | 1             |
| ARG        | الأرجنتين                   | 60            |
| ARM        | أرمينيا                     | 2             |
| AUS        | أستراليا                    | 160           |
| AUT        | النمسا                      | 32            |
| AZE        | أذربيجان                    | 21            |
| BRN        | البحرين                     | 2             |
| BAR        | باربادوس                    | 1             |
| BLR        | بيلاروس                     | 31            |
| BEL        | بلجيكا                      | 40            |
| BEN        | بنين                        | 1             |
| BER        | برمودا                      | 1             |
| BIH        | البوسنة والهرسك             | 12            |
| BRA        | البرازيل                    | 181           |
| BRU        | بروناي                      | 1             |
| BUL        | بلغاريا                     | 8             |
| BUR        | بوركينا فاسو                | 2             |
| BDI        | بوروندي                     | 1             |
| CAM        | كمبوديا                     | 1             |
| CMR        | الكاميرون                   | 1             |
| CAN        | كندا                        | 147           |
| CPV        | الرأس الأخضر                | 1             |
| CAF        | جمهورية إفريقيا الوسطى      | 1             |
| CHI        | تشيلي                       | 7             |
| CHN        | الصين                       | 284           |
| COL        | كولومبيا                    | 37            |
| COM        | جزر القمر                   | 1             |
| COD        | جمهورية الكونغو الديمقراطية | 2             |
| CRC        | كوستاريكا                   | 2             |
| CRO        | كرواتيا                     | 25            |
| CUB        | كوبا                        | 22            |
| CYP        | قبرص                        | 3             |
| CZE        | جمهورية التشيك              | 46            |
| DEN        | الدنمارك                    | 28            |
| DJI        | جيبوتي                      | 1             |
| DOM        | جمهورية الدومينيكان         | 2             |
| ECU        | الإكوادور                   | 2             |
| EGY        | مصر                         | 40            |
| ESA        | السلفادور                   | 1             |
| EST        | إستونيا                     | 3             |
| ETH        | إثيوبيا                     | 4             |
| FRO        | جزر فارو                    | 1             |
| FIJ        | فيجي                        | 1             |
| FIN        | فنلندا                      | 35            |
| FRA        | فرنسا                       | 158           |
| GAB        | الغابون                     | 1             |
| GAM        | غامبيا                      | 2             |
| GEO        | جورجيا                      | 2             |
| GER        | ألمانيا                     | 152           |
| GHA        | غانا                        | 4             |
| GBR        | بريطانيا العظمى             | 294           |
| GRE        | اليونان                     | 62            |
| GUA        | غواتيمالا                   | 1             |
| GBS        | غينيا بيساو                 | 2             |
| HAI        | هايتي                       | 3             |
| HON        | هندوراس                     | 1             |
| HKG        | هونغ كونغ                   | 28            |
| HUN        | المجر                       | 33            |
| ISL        | آيسلندا                     | 4             |
| IND        | الهند                       | 10            |
| INA        | إندونيسيا                   | 4             |
| IRI        | إيران                       | 79            |
| IRQ        | العراق                      | 19            |
| IRL        | جزيرة أيرلندا               | 49            |
| ISR        | إسرائيل                     | 25            |
| ITA        | إيطاليا                     | 98            |
| CIV        | ساحل العاج                  | 4             |
| JAM        | جامايكا                     | 3             |
| JPN        | اليابان                     | 135           |
| JOR        | الأردن                      | 8             |
| KAZ        | كازاخستان                   | 7             |
| KEN        | كينيا                       | 13            |
| PRK        | كوريا الشمالية              | 1             |
| KOR        | كوريا الجنوبية              | 88            |
| KUW        | الكويت                      | 6             |
| KGZ        | قيرغيزستان                  | 1             |
| LAO        | لاوس                        | 1             |
| LAT        | لاتفيا                      | 8             |
| LIB        | لبنان                       | 1             |
| LES        | ليسوتو                      | 1             |
| LBR        | ليبيريا                     | 1             |
| LBA        | ليبيا                       | 2             |
| LTU        | ليتوانيا                    | 11            |
| MAC        | ماكاو                       | 2             |
| MKD        | مقدونيا                     | 2             |
| MAD        | مدغشقر                      | 1             |
| MAS        | ماليزيا                     | 23            |
| MLI        | مالي                        | 1             |
| MLT        | مالطا                       | 1             |
| MTN        | موريتانيا                   | 2             |
| MRI        | موريشيوس                    | 2             |
| MEX        | المكسيك                     | 81            |
| MDA        | مولدوفا                     | 2             |
| MGL        | منغوليا                     | 6             |
| MNE        | الجبل الأسود                | 1             |
| MAR        | المغرب                      | 30            |
| MOZ        | موزمبيق                     | 2             |
| MYA        | مينمار                      | 2             |
| NAM        | ناميبيا                     | 5             |
| NEP        | نيبال                       | 2             |
| NED        | هولندا                      | 91            |
| NZL        | نيوزيلندا                   | 24            |
| NCA        | نيكاراغوا                   | 2             |
| NIG        | النيجر                      | 2             |
| NGR        | نيجيريا                     | 27            |
| NOR        | النرويج                     | 22            |
| OMA        | عمان                        | 2             |
| PAK        | باكستان                     | 2             |
| PLE        | فلسطين                      | 2             |
| PAN        | بنما                        | 2             |
| PNG        | بابوا غينيا الجديدة         | 2             |
| PER        | بيرو                        | 1             |
| PHI        | الفلبين                     | 9             |
| POL        | بولندا                      | 100           |
| POR        | البرتغال                    | 30            |
| PUR        | بورتوريكو                   | 2             |
| QAT        | قطر                         | 1             |
| ROU        | رومانيا                     | 5             |
| RUS        | روسيا                       | 181           |
| RWA        | رواندا                      | 14            |
| SAM        | ساموا                       | 2             |
| SMR        | سان مارينو                  | 1             |
| KSA        | السعودية                    | 4             |
| SEN        | السنغال                     | 1             |
| SRB        | صربيا                       | 14            |
| SLE        | سيراليون                    | 1             |
| SIN        | سنغافورة                    | 8             |
| SVK        | سلوفاكيا                    | 34            |
| SLO        | سلوفينيا                    | 22            |
| SOL        | جزر سليمان                  | 1             |
| RSA        | جنوب إفريقيا                | 62            |
| ESP        | إسبانيا                     | 133           |
| SRI        | سريلانكا                    | 7             |
| SUR        | سورينام                     | 1             |
| SWE        | السويد                      | 59            |
| SUI        | سويسرا                      | 25            |
| SYR        | سوريا                       | 5             |
| TPE        | تايبيه الصينية              | 18            |
| TJK        | طاجيكستان                   | 1             |
| TAN        | تنزانيا                     | 1             |
| THA        | تايلاند                     | 49            |
| TLS        | تيمور الشرقية               | 1             |
| TGA        | تونغا                       | 1             |
| TRI        | ترينيداد وتوباغو            | 2             |
| TUN        | تونس                        | 31            |
| TUR        | تركيا                       | 69            |
| TKM        | تركمانستان                  | 5             |
| UGA        | أوغندا                      | 2             |
| UKR        | أوكرانيا                    | 150           |
| UAE        | الإمارات العربية المتحدة    | 15            |
| USA        | الولايات المتحدة            | 223           |
| URU        | الأوروغواي                  | 1             |
| UZB        | أوزبكستان                   | 10            |
| VAN        | فانواتو                     | 1             |
| VEN        | فنزويلا                     | 27            |
| VIE        | فيتنام                      | 11            |
| ISV        | جزر العذراء                 | 1             |
| ZAM        | زامبيا                      | 2             |
| ZIM        | زيمبابوي                    | 2             |
| المجموع    | 4,302                       |               |

### الرياضات
تضمن برنامج دورة الألعاب البارالمبية الصيفية 2012 أحداثًا في 20 رياضة. عدد الأحداث في كل رياضة مذكور بين قوسين.
- نبالة (9) (تفاصيل)
- ألعاب القوى (170) (تفاصيل)
- بوتشيا (7) (تفاصيل)
- ركوب الدراجات (تفاصيل)
  -  الطريق (30)
  -  المضمار (20)
- الفروسية (11) (تفاصيل)
- كرة القدم (1) (تفاصيل)
- كرة القدم (1) (تفاصيل)
- كرة الهدف (2) (تفاصيل)
- الجودو (13) (تفاصيل)
- رفع الأثقال (20) (تفاصيل)
- التجديف (4) (تفاصيل)
- إبحار (3) (تفاصيل)
- الرماية (12) (تفاصيل)
- السباحة (148) (تفاصيل)
- تنس الطاولة (29) (تفاصيل)
- الكرة الطائرة (2) (تفاصيل)
- كرة السلة (2) (تفاصيل)
- المبارزة على الكراسي المتحركة (12) (تفاصيل)
- الرجبي (1) (تفاصيل)
- التنس (6) (تفاصيل)

## وصلات ذات صلة
- مصر في الألعاب البارالمبية الصيفية 2012
- تونس في الألعاب البارالمبية الصيفية 2012
- إسبانيا في الألعاب البارالمبية الصيفية 2012

## وصلات خارجية
- الموقع الرسمي لندن 2012